# 硫黄岳 (飛騨山脈)
硫黄岳（いおうだけ）は、長野県大町市にある標高2,553.8メートルの山。

## 解説
飛騨山脈（北アルプス）の主稜線である西鎌尾根から北東に伸びる硫黄尾根の最も端にある。赤褐色、黄白色をした硫化花崗岩の尾根で、風化による崩壊が進んでいる。
乗鞍岳にも全く同じ標高の硫黄岳が存在する。
三角点は三等「焼山」。
麓には湯俣温泉があり、付近にある噴湯丘は国の地質・鉱物天然記念物「高瀬渓谷の噴湯丘と球状石灰石」として指定された。噴湯丘周辺は温泉地帯であり野湯が楽しめる。

## 登山
整備された登山道は存在しないが、硫黄尾根の南東側を流れる千丈沢から登った記録がある。前述の通り硫黄尾根は崩壊が進んでいるため、無雪期に登ることは一般的ではなく、西鎌尾根からアプローチするのは困難である。

## 周辺の山
| 山容 | 名称       | 標高 (m) | 硫黄岳からの距離 (km) | 備考             |
| ---- | ---------- | -------- | --------------------- | ---------------- |
|      | 野口五郎岳 | 2,924    | 5.9                   | 日本三百名山     |
|      | 大天井岳   | 2,922    | 4.9                   | 日本二百名山     |
|      | 鷲羽岳     | 2,924    | 4.7                   | 鷲羽池日本百名山 |
|      | 樅沢岳     | 2,755    | 4.0                   |                  |
|      | 硫黄岳     | 2,553.8  | 0                     |                  |
|      | 赤岳       | 2,416    | 2.0                   |                  |
|      | 槍ヶ岳     | 3,180    | 4.3                   | 日本百名山       |
|      | 穂高岳     | 3,190    | 10.0                  | 日本百名山       |